# Konstitučně demokratická strana
Konstitučně demokratická strana (rusky Конституционно-демократическая партия) nebo také Strana lidové svobody  (takzvaní Kadeti - od zkratky K-D) byla ruská liberální strana založená v průběhu revoluce roku 1905.
Kadeti prosazovali nenásilnou demokratizaci země. Její členové pocházeli především z řad šlechty, konzervativních a pravicových intelektuálů. V prozatímní vládě premiéra Lvova z roku 1917 zaujali liberální pozici a stáli na pravici. Strana přesto v sobě zahrnovala i levicovou frakci a levicové tendence. Ve volbách do ruského shromáždění roku 1917 získali necelých 5 % hlasů.[zdroj?] V prosinci 1917 byla strana zakázána.
Významnými členy strany byli např. G. J. Lvov, P. N. Miljukov, N. V. Někrasov či P. B. Struve.